# Highway Unicorn (Road to Love)
«Highway Unicorn (Road to Love)» (рус. «Единорог на шоссе (Дорога к любви)») — песня американской исполнительницы Lady Gaga из её второго студийного альбома Born This Way.

## О песне
Лирика песни рассказывает о путешествии во время второго международного тура Гаги и о её любви к дорогам. О песне стало известно из интервью NME. О названии песни стало известно из твиттера, когда Гага показала обложку Born This Way 16 апреля 2011.

## Критика
Highway Unicorn (Road to Love) получил в основном положительные отзывы от большинства критиков.
Cristin Maher из Pop Crush сказал, что лирика песни покажется слишком «дрянной» для фанатов популярной музыки, но фанатам лирики Гаги придется по вкусу.

## Живое выступление
Гага открывает свой тур The Born This Way Ball Tour песней Highway Unicorn (Road to Love). В начале на сцене появляются танцоры с оружием в руках, затем из замка выезжает сама Леди Гага на единороге. В это время на певице надет металлический костюм, в котором она позже исполняет песню Government Hooker.

## Участники записи
- Lady Gaga — вокал, слова, продюсер
- DJ White Shadow — слова, продюсер
- Fernando Garibay — слова, продюсер

Информация взята из буклета к альбому Born This Way.

## Чарты
| Чарт (2011)                                  | Высшее место |
| -------------------------------------------- | ------------ |
| Billboard Hot Dance/Electronic Digital Songs | 27           |
| South Korea Gaon International Chart         | 126          |